# Masama Mashariki
Masama Mashariki è una circoscrizione rurale (rural ward) della Tanzania situata nel distretto di Hai, regione del Kilimangiaro. Conta una popolazione di 25 723 abitanti (censimento 2012).